# 金曜日
金曜日（きんようび）または金曜（きんよう）は、木曜日と土曜日の間にある週の1日。

## 各言語での名称
日本語や朝鮮語の名称は、七曜の1つである 金星 (Venus) の日にちなむ。五行思想のは、金の金行をする。
アラビア語では「الجمعة」（al-jumʿa）と呼び、「جمع」（jamaʿa、集まる）という語根（動詞）から派生した言葉で、『クルアーン』にある金曜の合同礼拝に由来する。トルコ語のCuma、ペルシャ語の「جمعه」（jomʿe）、ウルドゥー語の「جمعہ」（jumʿa）、マレー語のJumaat、インドネシア語のJumatも同じ語源。アフリカ東海岸のスワヒリ語でもIjumaa（イジュマー）と呼ばれる。
英語のFridayは、北欧神話のオーディンの妻・フリッグ（Frigg）のアングロ・サクソン形のFrigeの日に由来するとも、同じく北欧神話の女神フレイヤのフレイヤの日から来ているとも言われる。英語に限らずゲルマン諸語では北欧神話にちなんでいる。また、ラテン諸語でもローマ神話の女神ヴィーナスの日を意味する（例:イタリア語のVenerdì）。
ギリシア語ではパラスケヴィ(Παρασκευή)、すなわち準備の日という。ユダヤ人の安息日の前日に由来し、福音書の書き方に倣っている。
ベトナム語では第6を意味する「thứ sáu」が金曜日の意味にも使われるが、中国語では「星期五」もしくは「礼拝五」という。

## 各宗教における金曜日

### ユダヤ教
ユダヤ教では安息日（土曜日）には仕事、旅行、料理を休む都合から、その前日、金曜日を「準備の日」とする。

### キリスト教
キリスト教の『福音書』によれば、イエスが十字架刑で死んだのは金曜日である。そのためキリスト教圏では金曜日は伝統的に断食の日とされている。断食の仕方は東方教会と西方教会で異なるが、肉を食べないことは東西に共通する。現在では毎週金曜日の断食は西方教会では廃れているが、東方教会では守られている。このため正教会を始めとする東方教会では特定の時期を除き金曜日は斎（ものいみ）の日とする。ちなみに西ヨーロッパの大学では金曜日の学生食堂のメニューは魚料理になる。
毎年の受難週の金曜日は特に「聖金曜日」「聖大金曜日」といい、正教会などの東方教会だけでなくカトリックも断食を行う。
英語圏などで不吉とされる「13日の金曜日」はキリスト教と直接の関係は無いといわれているが、一説では1307年10月13日のフランス国王によるテンプル騎士団弾圧の日をその起源とするとも言われる。

### イスラーム
イスラームにおいてはムスリムの集団礼拝の日であり、アラビア語でも「الجمعة」（アル・ジュムア）、すなわち「集まる日」と呼ぶ。この日に行われる礼拝を「صلاة الجمع」と呼び、「集団礼拝」＝「金曜礼拝」という意味になる。また、この中で行われる説法を「خطبة الجمعة」と呼ぶ。よって、イスラム圏では金曜日が休日であることが多い。ちなみに金曜日の集団礼拝はコーランにより定められた。

## 日本における金曜日

### メディア
放送番組においてはテレビ・ラジオを問わず金曜日だけ構成・放送時間・出演者を変えている平日の帯番組もある。
音楽業界では、2015年にCDの発売曜日を世界基準に合わせて金曜日にすることが発表されたことから、日本でもCDの発売曜日が金曜日に移行されつつある。現状では洋楽のみで、邦楽に関しては引き続き水曜日に発売されている。
週刊漫画雑誌では『週刊漫画TIMES』と『週刊漫画ゴラク』の発売日である。その他の週刊誌においては『週刊金曜日』と写真週刊誌である『FRIDAY』の発売日である。

### 交通
週休二日制の場合には休日の前日となることがある。そのため、遅い時間まで消費活動が活発になされることもあり、鉄道などは朝ラッシュ時のピーク級の混雑となる場合もある。これに合わせ、金曜日（または休日の前日）のみ独自のダイヤが設定されたり、金曜日（または休日の前日）のみ運転される臨時列車が設定される線区もあり、例として以下のものが挙げられる。
- 東北新幹線では毎週金曜日と休前日にやまびこ249号を運行しており、到着駅である仙台駅に接続する仙台市地下鉄・東北本線・仙山線・仙石線において仙台駅を発車する最終列車を繰り下げたダイヤ設定になっている[10]。
- 沖縄都市モノレールでは、2017年8月より日中の運転本数を増やした「金曜ダイヤ」を導入した[11]。

このほかに静岡鉄道や高松琴平電気鉄道など、金曜日（路線によっては土曜日も）に限り終電後に臨時列車を設定している路線もある。
道路交通においても同様に前述の事情の他に物流業にとっても休日の前日であり、書き入れ時となるため、交通量が最も多い曜日である。

### その他の文化
1980年代から週休二日制を採用する企業が増加すると、翌日が休日となる金曜日の価値が急上昇し、金曜日は俗に「花金」と呼ばれるようになった（バブル終焉とともにオフィス死語になったという指摘もある）。『半ドン#関連用語』も参照のこと。2017年2月からは「プレミアムフライデー」の一環として一部の企業では毎月最終金曜日に午後3時（15時）に退社するというものがあった。
映画館では週休二日制が定着したことから、土曜日が一般的だった映画の封切りが金曜日になる劇場が増える傾向にある。
海上自衛隊では、全ての部署で金曜日にカレーライスを食べるのが習慣となっている。『海軍カレー』も参照のこと。

## 金曜日に関する作品

### 映画
- 『13日の金曜日』（1980年、米国）
- 『Freaky Friday (1995 film)』（1995年、米国）

### テレビドラマ
- 『金曜日の妻たちへ』
- 『金曜日には花を買って』

### 楽曲
- 「Black Friday」（歌：Steely Dan）
- 「Friday Night」（歌：Arabesque）
- 「Friday Night, Saturday Morning」（歌：The Specials）
- 「哀愁の金曜日」（歌：奥田民生）
- 「嵐の金曜日」（歌：HOUND DOG）
- 「怒りの金曜日」（歌：レベッカ）
- 「金曜日の朝」（歌：八神純子）
- 「金曜日の朝」（歌：よしだたくろう）
- 「金曜日のおはよう」（歌：Gero）
- 「金曜日のおはよう -another story-」（歌：雨宮天）
- 「金曜日の女」（歌：美川憲一）
- 「金曜日のバレリーナ」（歌：中村あゆみ）
- 「金曜日のフリーズ・ムーン」（歌：矢沢永吉）
- 「金曜日のライオン (Take it to the lucky)」（歌：TM NETWORK）
- 「決戦は金曜日」（歌：DREAMS COME TRUE）
- 「I DON'T LIKE "FRIDAY"」（歌：浜田省吾）
- 「少しだけFRIDAY KISS」（歌：早見優）
- 「FRIDAY MIDNIGHT BLUE」（歌：B'z）
- 「真夏のFriday Night」（歌：TUBE）
- 「わがまま金曜日」（歌：榊原郁恵）
- 「Freaky Friday」（歌：AQUA）
- 「FRiDAY-MA-MAGiC」（歌：miwa）
- 「花金ナイトフィーバー」（歌：般若）

### 書籍・雑誌
- 『金曜日ラビは寝坊した』 ハリイ・ケメルマン著（1964年、ハヤカワ文庫）
- 週刊金曜日（金曜日）
- FRIDAY（講談社）

### テレビ番組
- 金曜バラエティー（NHK総合）
- 金曜ロードショー（日本テレビ系列）
- 金曜スーパープライム（日本テレビ系列）
- 金曜女のドラマスペシャル（フジテレビ系列）
- 金曜ドラマシアター（フジテレビ系列）
- 金曜エンタテイメント（フジテレビ系列）
- 金曜プレステージ（フジテレビ系列）
- 金曜プレミアム（フジテレビ系列）
- 金曜ファミリーワイド（フジテレビ系列）
- 金曜おもしろバラエティ（フジテレビ系列）
- 金曜ファミリーランド（フジテレビ系列）
- 花の金曜ゴールデンスタジオ→ハナキンスタジオ（フジテレビ系列）
- いきなりフライデーナイト（フジテレビ系列）
- 独占!金曜日の告白（フジテレビ系列）
- 金曜日のキセキ（フジテレビ系列）
- 欽ちゃんの週刊欽曜日（TBS系列）
- 中居正広の金曜日のスマイルたちへ（TBS系列）
- 爆報! THE フライデー（TBS系列）
- 金曜テレビの星!（TBS系列）
- スーパーフライデー（TBS系列）
- 金スペ!（TBS系列）
- はなきんデータランド→はなぎんデータH（テレビ朝日系列）
- 金曜★ロンドンハーツ（テレビ朝日系列）
- ザワつく!金曜日 一茂良純ちさ子の会（テレビ朝日系列）
- 金曜日のどっち!?（テレビ朝日ほか）
- 金曜スペシャル（テレビ東京系列）
- 金曜ドラマ（NHK総合）
- 金曜ドラマ（TBS系列）
- 金曜ドラマ（フジテレビ系列）
- 金曜劇場（日本テレビ系列）
- 金曜劇場（フジテレビ系列）
- 金曜時代劇（NHK総合）
- テレビ朝日金曜7時30分枠の連続ドラマ
- 金曜ナイトドラマ（テレビ朝日系列）
- 金曜8時のドラマ（テレビ東京系列）
- Friday Break（TBS系列）
- フライデードラマNEO（TBS系列）
- テレビ朝日系列金曜夜7時台枠のアニメ
- 金とく（NHK名古屋放送局 中部7県）
- 金バク!（岡山放送）
- グッと!金ようび（チバテレ）

ほか

### ラジオ番組
- FRIDAY SUPER COUNTDOWN 50（文化放送）
- スーパーフライデー オールジャパンベスト20（TOKYO FM）
- ファンキーフライデー（NACK5）
- FRIDAY GOES ON! 〜あっ、それいただきっ!〜（JFN）
- ALL GOOD FRIDAY（J-WAVE）
- 上柳昌彦・山瀬まみごごばん!フライデースペシャル（ニッポン放送）
- 金曜ブラボー。（ニッポン放送） ほか

## 記号
| 記号 | Unicode | JIS X 0213 | 文字参照          | 名称                                         |
| ---- | ------- | ---------- | ----------------- | -------------------------------------------- |
| ㈮   | U+322E  | -          | &#x322E; &#12846; | 全角括弧付き金 PARENTHESIZED IDEOGRAPH METAL |
| ㊎   | U+328E  | -          | &#x328E; &#12942; | 丸金 CIRCLED IDEOGRAPH METAL                 |